# 崔明勲
崔 明勲（チェ・ミョンフン、さい めいくん、1975年5月12日 - ）は、韓国の囲碁棋士。ソウル出身、韓国棋院所属、九段。LG精油杯プロ棋戦優勝、世界囲碁選手権富士通杯準優勝など。

## 経歴
1991年初段。沖岩高校卒業。1994年に19歳三段で名人戦の挑戦者決定戦に進出するが、林宣根八段に敗れる。1996年に名人戦、棋聖戦で挑戦者となるが、いずれも李昌鎬に2-3、2-4で敗退、LG杯世界棋王戦でベスト4進出し、囲碁文化賞敢闘賞受賞。2000年にLG精油杯プロ棋戦に優勝して初タイトル獲得。2004年九段。

### タイトル歴
- LG精油杯プロ棋戦 2000年

### その他の棋歴

#### 国際棋戦
- 世界囲碁選手権富士通杯 準優勝 2001年
- 春蘭杯世界囲碁選手権戦 3位 1999年
- LG杯世界棋王戦 ベスト4 1997、98年
- 三星火災杯世界オープン戦 ベスト8 2002年
- 農心辛ラーメン杯世界囲碁最強戦
  - 2001年 0-1（×常昊）

#### 国内棋戦
- SK油公杯名人戦 挑戦者 1996、99年
- 棋聖戦 挑戦者 1997年
- テクロン杯プロ棋戦、LG精油杯プロ棋戦、GSカルテックス杯プロ棋戦 準優勝 1997、98、2001、02年
- バッカス杯天元戦 挑戦者 1998年